# Josianne Cutajar
Josianne Cutajar (ur. 27 grudnia 1989 w Victorii) – maltańska polityk, prawniczka i działaczka samorządowa, posłanka do Parlamentu Europejskiego IX kadencji.

## Życiorys
Ukończyła studia prawnicze na Uniwersytecie Maltańskim. Działaczka Partii Pracy, obejmowała różne funkcje w strukturze partii na Gozo i w jej organizacji kobiecej. Pracowała w biurze premiera jako doradca do spraw prawnych. W 2012 zasiadła w radzie miejscowości Nadur, została delegatką do Kongresu Władz Lokalnych i Regionalnych Europy.
W wyborach w 2019 uzyskała mandat posłanki do Parlamentu Europejskiego IX kadencji.